# Taies Farzan
Taies Farzan (* 1974 in Teheran) ist eine türkisch-deutsch-iranische Schauspielerin, Filmregisseurin und Produzentin.

## Leben
Farzan wurde im Iran geboren und besuchte dort von 1980 bis 1984 die Grundschule. Nach dem Umzug ihrer Eltern in die Türkei setzte sie dort den Schulbesuch fort und ging nach der Grundschule auf ein türkisches Gymnasium. 1990 kam Farzan nach Deutschland, wo sie 1993 das deutsche Abitur machte.
Ihre Ausbildung zur Schauspielerin erhielt Farzan durch diverse Seminare, Schauspielschulen und Workshops seit ihrer Schulzeit. So belegte sie unter anderem 1991 einen Schauspielkurs bei Nurhan Karadag in Köln und besuchte 1997 die Manfred Riedel Schauspielschule in Stuttgart.
Farzan arbeitete im Folgenden als Theater-, Film- und Fernsehschauspielerin sowohl in Deutschland als auch in der Türkei (feste Serienrolle in Kader) und als Hörspielsprecherin für das Radio. Als Kinoschauspielerin debütierte sie mit einer Nebenrolle in dem Sozialdrama Fatricide – Brudermord (2005) von Yılmaz Arslan. Ihr eigener Kurzfilm Weiße Lügen erhielt 2007 den Preis als „Best International Regie Debut“ auf dem „LA Independent Film- and Video Festival“. Als Produzentin war sie u. a. auch an Daryush Shokofs Breathful (Deutschland, 2007) beteiligt. In dem 2010 produzierten Film Hitler’s Grave von Daryush Shokof spielte sie die Hauptrolle als Atossa Azad. Auch in den türkischen Kinofilmen Içimdeki Sessiz Nehir (2011) und Pia (2016) sowie in Arslans Coming-of-Age-Drama Sandstern (2017) übernahm sie die Hauptrollen. Daneben verkörperte sie von 2012 bis 2014 die Titelrolle in Antigone am Staatstheater Istanbul.
Farzan arbeitet in persischer, türkischer, englischer, deutscher Sprache und besitzt Grundkenntnisse im Kurdischen.

## Filmografie (Auswahl)
- 2004: Weiße Lügen (Kurzfilm)
- 2005: Brudermord
- 2006: Die Steinigung
- 2007: Breathful
- 2007: Kader (Fernsehserie)
- 2009: Gölgesizler
- 2010: Hitler’s Grave
- 2011: Içimdeki Sessiz Nehir
- 2013: Chaplin of the Mountains
- 2014: Oflu Hoca'yi Aramak
- 2015: Pia
- 2018: Sandstern
- 2020: Crews & Gangs (Fernsehserie)
- 2023: London Class (Fernsehserie)
- 2023: Elaha